# Östra Nöbbelöv
Östra Nöbbelöv är kyrkbyn i Östra Nöbbelövs socken i Simrishamns kommun i Skåne.
Orten är omgiven av öppen odlingsmark i det mjukt kuperade landskapet sydväst om Brantevik och Gislövshammar. 

## Historia
Ortnamnet som 1322 skrev Nybbile innehåller nyböle nybygge.
Enskiftet genomfördes i Nöbbelöv år 1818.
Alfred Nobels släkt härstammar från byn. Släkten antog namnet Nobelius som en latiniserad variant av bynamnet, vilket senare ändrades till Nobel.

## Samhället
I byn ligger Östra Nöbbelövs kyrka.
Utmed den slingrande bygatan, som leder i en mjuk båge söder om nuvarande landsvägen ligger byns gårdar och gathus oregelbundet placerade. Flera gårdar ligger kvar på ursprunglig plats och har bibehållen kringbyggd gårdsform med stensatt gårdsplan. Längor i tegel eller med putsade fasader dominerar men även korsvirket finns representerat. 
Merparten av byggnadsbeståndet tillhör 1800-talet. I byn finns en god representant för allmogeträdgårdar med klippta häckar och rundlar, som vanligen anlades omkring 1850 och framåt. Bykärnan inramas delvis av äldre lövträd. 